# 真室川町立歴史民俗資料館
真室川町立歴史民俗資料館（まむろがわちょうりつれきしみんぞくしりょうかん）は、山形県最上郡真室川町にある資料館である。

## 概要
真室川町の山林に関わる各種道具などを展示している。真室川町は三方が山に囲まれており、町の約8割が山林ということもあり、山林資源に関する仕事が昔から主流とされており、その仕事の様子なども公開している。その他、真室川町出身の版画家、中川木鈴の版画も展示されている。

## 施設概要
- 展示ホール
- 第一展示室
- 第二展示室

## 入館料
- 大人 100円、小中生 50円[3]

## 開館時間
- 4月1日 - 10月末
  - 午前9時〜午後4時30分[3]
- 11月1日 - 3月末
  - 午前10時〜午後4時[3]

## 休館日[3]
- 月曜日及び祝祭日の翌日
- 毎月末日（その日が日曜日の時はその前日）
- 年末年始（12月29日〜1月3日

## アクセス
- 公共交通機関
  - JR東日本奥羽本線・真室川駅から徒歩5分[6]。

駐車場あり（100台）

## 周辺
- 真室川公園
- 国営秋山スキー場